# Норвезький хрестовий похід

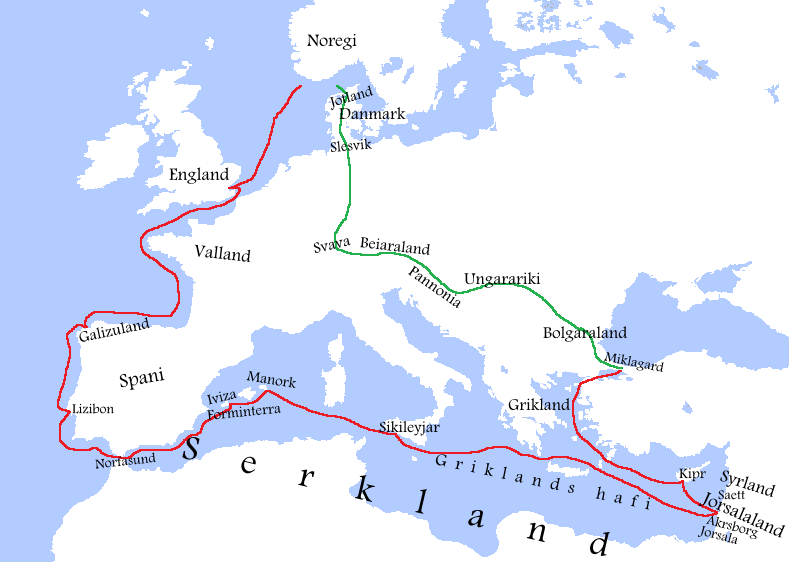
Карта на давньонорвезькій. Червоною лінією позначений шлях Сігурда в Єрусалим, зеленою — його повернення до Норвегії

Норвезький хрестовий похід — хрестовий похід, розпочатий норвезьким королем Сігурдом I в 1107—1110 роках. За організацією він вельми нагадував рейди нещодавної Доби вікінгів, хоча формально і здійснювався з релігійними цілями.

## Шлях до Єрусалиму

### Від Норвегії до Англії (1107—1108)
Сігурд і його люди відпливли із Норвегії восени 1107 р. В похід вирушило близько 5000 осіб на 60 кораблях. Восени ж вони дісталися до Англії, де в цей час правив Генріх I. Сігурд і його люди провели там зиму, а навесні 1108 року відплили далі.

### На Піренейському півострові (1108—1109)
Через кілька місяців вони досягли міста Сантьяго-де-Компостела в Галісії, де місцевий володар дозволив їм залишитися на зиму. Проте взимку почався голод, і місцевий володар заборонив продавати норвежцям продовольство і товари. Сігурд зібрав армію, атакував замок феодала і розграбував все, що зміг там знайти.
На своєму шляху норвежці зустріли великий піратський флот. Сігурд повів свої кораблі прямо на піратів і атакував їх. За короткий час пірати були розбиті, а Сігурд захопив вісім кораблів.
Потім вони допливли до Аль-Андалусу, де біля Сінтри захопили замок і вбили всіх людей, бо ті відмовилися прийняти хрещення. Після цього вони попрямували в Лісабон, «місто наполовину християнське — наполовину язичницьке». Тут вони виграли третю битву і добули багату здобич захопивши місто.
Потім вони виграли четвертий бій, імовірно — в районі Алкасер-ду-Сал. Вони вбили стільки людей, що місто залишилося практично порожнє, здобич також була велика.

### На Балеарських островах (1109)
Після ще одного переможного бою з піратами під час проходу Гібралтарської протоки, норвезькі кораблі увійшли в Середземне море і попливли вздовж сарацинських берегів в напрямку Балеарських островів. У той час Балеари були гніздом піратів і центром работоргівлі. Норвезький рейд є першою зафіксованою в джерелах християнською атакою на цей центр мусульманського піратства.
Спочатку норвежці припливли на Форментеру, де виявили велику кількість маврів і сарацинів, які мешкали в печерах. В результаті битви норвежці захопили стільки здобичі, скільки ніколи не захоплювали раніше. Після цього вони атакували Ібісу, а потім — Менорку, обидва рази успішно. Судячи з усього, норвезькі хрестоносці не наважилися атакувати найбільш укріплений головний острів архіпелагу — Майорку.

### На Сицилії (1109—1110)
Навесні 1109 хрестоносці досягли Сицилії, де були добре прийняті нормандським королем Рожером II, якому в той час було всього 12-13 років.

### В Палестині (1110)
Влітку 1110 норвезькі хрестоносці нарешті досягли Палестини (висадились в Аккрі або в Яффі), і вирушили до Єрусалима, де зустрілися з королем Балдуїном I. Балдуїн разом з Сігурдом з'їздив до річки Йордан, норвежців обдарували священними реліквіями. Зокрема, вони отримали щепу від Святого хреста з умовою, що продовжать поширення християнства і принесуть цей священний дар на могилу Святого Олафа.

### Облога Сідону (1110)
Сігурд повернувся на свої кораблі, і коли король Балдуїн I (король Єрусалиму) пішов на «язичницьке» (тобто мусульманське) місто Сідон — вирушив з ним разом зі своїми людьми і брав участь в облозі. Місто було взято, була утворена Сідонська сеньйорія.

## Зворотний шлях

### В Константинополь (1110)
З Палестини Сігурд і його люди відпливли на Кіпр, де затрималися на деякий час, звідти відпливли до Греції. У Греції вони чекали потрібного вітру, щоб прибути в Константинополь з наповненими вітрилами, щоб призвести цим враження на візантійців. Коли вони досягли Константинополя, то вітрила кораблів злилися в один, і подивитися на цей флот вийшло все місто, включаючи імператора Олексія I.

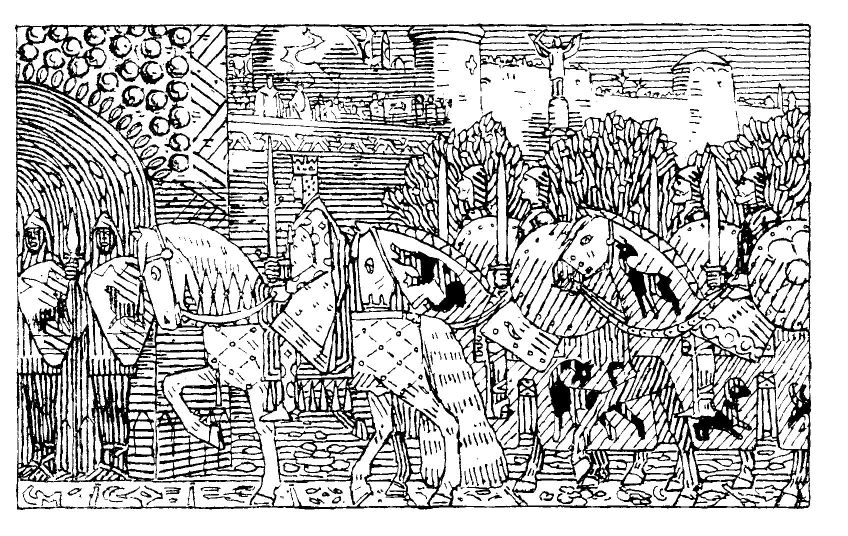
Король Сігурд і його люди в'їжджають у Міклагард. Герхард Мюнт.

### В Норвегію (1110—1113)
Готуючись до повернення до Норвегії, Сігурд передав імператору Олексію I кораблі і цінні носові фігури, а натомість отримав коней для подорожі по суші. Багато його людей залишилося в Константинополі, щоб служити у візантійців.
Зворотний шлях Сігурда зайняв імовірно три роки. Він проїхав Болгарію, Угорщину, Паннонію, Швабію і Баварію, де зустрівся з імператором Лотарем. Потім він досяг Данії, де його вітав король Нільс, який надав корабель для повернення до Норвегії.